# Olof Kajbjer
Olof Kajbjer, Olofmeister, född 31 januari 1992, är en svensk professionell Counter-Strike: Global Offensive-spelare. Han spelade mellan åren 2014 och 2017 med ett svenskt lag för organisationen Fnatic. Han blev utsedd till världens bästa Counter-Strike: Global Offensive-spelare 2015 av HLTV.org. Han kom på åttonde plats året därpå (2016) och han hade redan placerat sig på tolfte plats 2014

## Karriär

### 2012–2013
Olof "olofmeister" Kajbjer började sin Counter-Strike: Global Offensive-karriär i Absolute Legends och H2k utan att dra till sig mycket uppmärksamhet. 2013 gick Kajbjer med i LGB eSports och nådde bra resultat på flera stora turneringar. Detta ledde till att Fnatic plockade upp Kajbjer efter att han lämnat LGB eSports 2014.

### 2014–2017
Kajbjer gick med i fnatic i juni, där han direkt hittade sin plats, och hjälpte sitt lag till en andra-plats i ESL One Cologne 2014 Major Championship Under en av matcherna i denna turnering mot Dignitas, på overpass, fick han stor uppmärksamhet efter att ha tagit hem den 29:e rundan åt sitt lag. Efter detta fick han t.o.m. en graffiti inne på banan för att fira detta De kommande månaderna gick det väldigt bra för dem och de var favoriter att ta hem DreamHack Winter 2014, som var nästa Major Championship Efter att ha avancerat från andra plats i gruppspelet fick de möta sina rivaler Team LDLC i kvartsfinalen. Olofmeister var där del av en stor kontrovers angående att han blivit "boostad" av lagkamraterna till en, okänd för honom, otillåten position som hjälpte dem att ta hem vinsten Fnatic la sig efter de fick veta att den var otillåten och drog sig ur turneringen Efter eventet övervägde han att lämna Fnatic och spelet för gott, men stannade efter en lyckad turnering vid ESEA Invite Season 17 Global Finals där de tog hem första pris. Hans prestation på overpass under den matchen gjorde att många personer inom "cs-go-communityn" kallar banan för "Olofpass"

### 2017–
I augusti 2017 meddelade Olofmeister att han lämnat Fnatic och gått med i FaZe Clan.
Under sin karriär i FaZe har Kajbjer inte lyckats vinna en major, bästa resultat var en andraplats på ELEAGUE Boston Major 2018.
Den 23 maj 2020 tog Kajbjer paus från CS:GO med förklaringen utbrändhet och minskad motivation att spela.
Den 28 oktober 2020 kom Kajbjer tillbaks till Faze Clan som ersättare för Niko.